# Dentocorticium sulphurellum
Dentocorticium sulphurellum är en svampart som först beskrevs av Peck, och fick sitt nu gällande namn av M.J. Larsen & Gilb. 1974. Dentocorticium sulphurellum ingår i släktet Dentocorticium och familjen Polyporaceae.   Inga underarter finns listade i Catalogue of Life.